# Santa Maria de la Bisbal del Penedès
Santa Maria de la Bisbal del Penedès és una església de la Bisbal del Penedès inclosa a l'Inventari del Patrimoni Arquitectònic de Catalunya.

## Descripció
L'església de Santa Maria és una construcció moderna, neogòtica, amb una nau central i dues laterals, visibles des de l'exterior. El campanar que, juntament amb el cos més gran de la façana, correspon a la nau central, és una torre vuitavada, formada per quatre cossos separats entre ells per uns pinacles, una cornisa i una cornisa amb barana respectivament. La façana de l'església és protegida per un atri, que també cobreix l'entrada al Centre Catequístic (avui les escoles), a l'esquerra del temple, davant del qual hi ha una plaça amb xiprers.
A l'interior cal ressaltar els grans arcs d'ogiva de la nau central, la qual se separa de les laterals per uns arcs de mig punt. Als peus de l'església hi trobem un gran arc escarser o rebaixat sobre el qual hi ha el cor. A la nau central observem també una sèrie de columnes decoratives. A les petites capelles laterals hi veiem una bonica xarxa de nervis.
Està dedicada a l'Assumpció de la Mare de Déu, patrona de la parròquia.

## Història
El temple va ser edificat sobre un altre de més antic, consagrat en data incerta, que en tot cas havia de ser anterior a l'any 1279, any corresponent a la tributació de la dècima papal. El 1303 hi ha documents referents a una visita pastoral a l'església de Santa Maria. El 1379, per una altra visita pastoral, sabem que l'església era parcialment arruïnada. L'any 1484 es parla d'una retaule col·locat a l'altar major, del qual no se'n sap res més, així com tampoc es coneix cap notícia sobre la Mare de Déu de la Llet mencionada a la Gran geografia comarcal de Catalunya. Fa poc es va descobrir que la part baixa del mur que separa les naus laterals de la central es compon de dues classes de pedra, una d'elles podria pertànyer a l'antiga església. Tampoc es coneix res dels possibles enterraments de la família Salbà a l'església, mencionat per Solé i Caralt.